# Jozef Bomba
Jozef Bomba (Bártfa, 1939. március 30. – Kassa, 2005. október 27.) 13-szoros csehszlovák válogatott szlovák labdarúgó, fedezet.

## Pályafutása

### A válogatottban
1960 és 1970 között 13 alkalommal szerepelt a csehszlovák válogatottban. Tagja volt az 1962-es chilei világbajnokságon ezüstérmet szerzett csapatnak, de pályára nem lépett.

## Sikerei, díjai
- Világbajnokság
  - ezüstérmes: 1962, Chile (kerettag)
- Csehszlovák bajnokság
  - 2.: 1964–65, 1970–71
  - 3.: 1963–64
- Csehszlovák kupa
  - döntős: 1966